# エジプト航空181便ハイジャック事件
エジプト航空181便ハイジャック事件（エジプト航空181便ハイジャックじけん、MS181/MSR181）は、2016年3月29日にエジプト航空機内で起きたハイジャック事件である。
ハイジャック後、キプロスにあるラルナカ国際空港に着陸した。乗客乗員は犯人逮捕前に解放された。

## 概要
エジプト航空181便はアレクサンドリアにあるボルグ・エル・アラブ空港からカイロ国際空港へ行く国内線の便で、56人の乗客と7人の乗員が搭乗していた。
離陸後、上半身に自爆ベルトを巻きつけたエジプト人の男、サイフ・エルディン・ムスタファ（eif El Din Mustafa）が、強制的にキプロスのラルナカ国際空港へ向かうように要求。機体はラルナカ国際空港へ緊急着陸した。
乗客の証言によるとキャビンアテンダントがフライト中に乗客のパスポートを集めた。着陸後しばらくしてほとんどの乗客は解放された。犯人はキプロスにいる別れた妻と話したいと要求し、警察もそれに応じて犯人の元妻を空港へと連れていったが、その後支離滅裂な要求を繰り返した。ラルナカ国際空港に着陸してから約6時間後、犯人は全ての乗客乗員を解放した。その直後、当局の用意したタラップを降りて投降し、キプロス警察に逮捕された。
逮捕後、自爆ベルトは偽物だったことが判明した。また、イギリス人の男性乗客が自爆ベルトを着けた犯人と機内で記念撮影したことが話題となった。
乗客にはエジプト出身のメゾソプラノ歌手ファラハ・エッ＝ディバニーが含まれていた。

## 航空機
航空機はエアバスA320-200で、機体記号はSU-GCBだった。2003年10月31日にエジプト航空に引き渡され、事件当時の機体年齢は12年だった。